# 塞拉瓦勒
塞拉瓦勒（法語：Serraval，法語發音：[seʁaval]）是法国上萨瓦省的一个市镇，属于阿讷西区。

## 地理
塞拉瓦勒（45°48'11"N, 6°20'23"E）面积19.73 平方千米，位于法国奥弗涅-罗讷-阿尔卑斯大区上萨瓦省，该省份为法国东部省份，历史上为薩伏依的一部分，北与瑞士接壤，西接安省，南至萨瓦省，东与瑞士和意大利接壤。
与塞拉瓦勒接壤的市镇（或旧市镇、城区）包括：勒布谢蒙沙尔万、莱克莱、馬尼戈、瓦勒德谢斯、圣费雷奥勒、塔卢瓦尔-蒙曼。

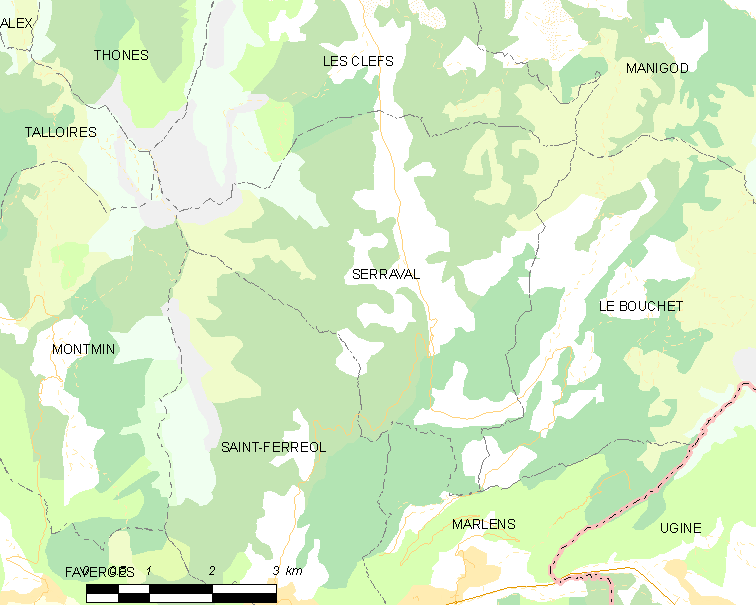
塞拉瓦勒的OSM定位图

塞拉瓦勒的时区为UTC+01:00、UTC+02:00（夏令时）。

## 行政
塞拉瓦勒的邮政编码为74230，INSEE市镇编码为74265。

## 政治
塞拉瓦勒所属的省级选区为法韦日-塞特内县。

## 人口

1962-2008年间塞拉瓦勒人口变化图示

塞拉瓦勒于2022年1月1日时的人口数量为745人。